# أشرف كرير
أشرف كرير (مواليد 27 ديسمبر 1991) لاعب كرة قدم تونسي يلعب حارس مرمى.

## مسيرة اللاعب
لعب سابقاً في الترجي الجرجيسي والنجم الساحلي والنجم المتلوي والعدالة السعودي.

## روابط خارجية
- أشرف كرير على موقع قاعدة بيانات كرة القدم.إي يو (الإنجليزية)